# Rhynchostegiella leiopoda
Rhynchostegiella leiopoda là một loài rêu trong họ Brachytheciaceae. Loài này được Dixon & Cardot mô tả khoa học đầu tiên năm 1927.